# Spiraea velutina
Spiraea velutina är en rosväxtart som beskrevs av Adrien René Franchet. Spiraea velutina ingår i släktet spireor, och familjen rosväxter. Utöver nominatformen finns också underarten S. v. glabrescens.